# Ian Campbell (12e duc d'Argyll)
Pour les articles homonymes, voir Ian Campbell et Campbell.
Ian Campbell (28 août 1937 - 21 avril 2001) est un pair écossais et chef du clan Campbell. Il est également le 5e duc d'Argyll dans la pairie du Royaume-Uni et Lord-lieutenant d'Argyll et Bute.

## Famille
La famille Campbell descend de Gillespic Cambel, qui il y a neuf siècles a acquis des terres de la baronnie de Lochow, Co Argyll, par mariage avec sa cousine Aife, fille et héritier de Paul an Sporran, trésorier royal et dernier du clan O'Duin, descendant de Diarmid. À partir du XIIIe siècle, les Lochow Campbell portaient le titre de Mac Cailein Mhor, chef du clan Campbell.
Il est le fils de Ian Campbell (11e duc d'Argyll), et de sa deuxième épouse, Louise Hollingsworth Morris Clews. Il grandit au Portugal et en France, fait ses études à l'Institut Le Rosey en Suisse et au Glenalmond College en Écosse avant d'aller à l'Université McGill au Canada où il étudie l'ingénierie. En 1953, il est nommé membre de la Royal Society of Arts. Il sert avec les Argyll et Sutherland Highlanders, gagnant le grade de capitaine. Après son service militaire, il travaille dans le secteur bancaire, puis passe quatre ans en tant que directeur des ventes chez Rank Xerox Export, voyageant régulièrement derrière le rideau de fer. En 1968, il reprend la direction du domaine du château d'Inveraray de son père.
À la mort de son père en 1973, il devient membre du conseil d'administration de trois distilleries et en 1977, il est président de Beinn Bhuidhe Holdings Ltd. en 1977. Il est investi Chevalier de l'Ordre de Saint-Jean en 1975. Marié en 1964 à Iona Mary Colquhoun, fille d'Ivar Colquhoun, 8e baronnet, le couple a un fils Torquhil Campbell (13e duc d'Argyll) et une fille Louise Iona Campbell, aujourd'hui Louise Burrell. Ils vivent au château d'Inveraray à Argyll. Alors que la plupart des ducs et des duchesses d'Argyll sont enterrés à l'église paroissiale de Kilmun, le 12e duc et son père, le 11e duc, ont tous deux choisi d'être enterrés sur l'île d'Inishail dans le Loch Awe. Iona, duchesse d'Argyll, et sa fille Louise sont toutes deux patronnes du bal royal calédonien.